# Mariana D'Andrea
Mariana D'Andrea (Itu, 12 de fevereiro de 1998) é uma halterofilista paralímpica brasileira. Representou o Brasil nos Jogos Paralímpicos Rio 2016, Jogos Parapan-Americanos Lima 2019 e Jogos Paralímpicos Tóquio 2020, tendo sido ouro em Lima e Tóquio.

## Biografia e carreira
D'Andrea é natural de Itu. Ela nasceu com acondroplasia, popularmente conhecida como nanismo.
A ituana representou o Brasil nos Jogos Paralímpicos Rio 2016, porém não obteve medalhas pois queimou as três tentativas na ocasião. Em novembro de 2016, na terceira etapa nacional do Circuito Loterias Caixa, realizada em São Paulo, D'Andrea, com apenas 18 anos, estabeleceu novo recorde brasileiro entre atletas com até 61 kg levantando 102 kg.
Nos Jogos Parapan-Americanos de Jovens de 2017, em São Paulo, quebrou novamente o recorde ao levantar 105 kg. Ainda em 2017, no mês de maio, durante a Copa do Mundo de Halterofilismo, levantou 107 kg na barra e ficou com a prata na disputa geral da categoria. A marca foi um novo recorde mundial júnior, novo recorde das Américas junior, novo recorde brasileiro júnior e adulto. Em dezembro, foi agraciada com Prêmio Paralímpicos de Revelação da Temporada.
Em maio de 2018, no Campeonato Aberto Europeu de Halterofilismo, realizado em Berck Sur Mer, na França, D'Andrea bateu o recorde mundial júnior na categoria adulta até 67 kg conquistando a medalha de ouro ao erguer 111 kg. No Prêmio Paralímpicos 2018, foi eleita a melhor atleta de halterofilismo do Brasil. Ainda em 2018, em dezembro, no Regional das Américas de Halterofilismo, em Bogotá, na Colômbia, D'Andrea, então com 20 anos, foi campeã da categoria até 67 kg feminina e que bateu o recorde mundial júnior da sua divisão com a marcda de 116 kg.
Em fevereiro de 2019, da etapa de Dubai da Copa do Mundo de Halterofilismo, ela  conquistou a medalha de ouro na categoria até 67 kg ao ergueu 112 kg.
Nos Jogos Paralímpicos Tóquio 2020, D'Andrea conquistou a medalha de ouro na categoria até 73 kg levantou 137 quilos. Essa foi a primeira medalha brasileira no halterofilismo na história dos Jogos Paralímpicos.
Em maio de 2021, na etapa de Tbilisi, na Geórgia, da Copa do Mundo de Halterofilismo, D'Andrea faturou a medalha de ouro, além de estabelecer o novo recorde das Américas ao erguer 130 kg. Já e dezembro, Campeonato Mundial de halterofilismo, também em Tbilisi, faturou a medalha de prata na categoria até 73 kg quando levantou 135 kg.
Em dezembro de 2022, na Copa do Mundo de halterofilismo paralímpico, disputada em Dubai, Emirados Árabes, conquistou a medalha de ouro da categoria até 73 kg ao levantar 135 kg.
Em março de 2023, na 1.ª Fase Nacional do Circuito Loterias Caixa de halterofilismo, fez sua estreia na categoria até 79 kg bateu batendo o recorde nacional ao levantar 142 kg. Com essa marca, tornou-se a única atleta halterofilista paralímpica do país dona das melhores marcas nacionais em quatro categorias diferentes (até 61 kg, até 67 kg, até 73 kg e até 79 kg). Em julho, na 2.ª Fase Nacional do Circuito Loterias Caixa, D'Andrea quebrou o recorde brasileiro na categoria até 79 kg ao suportar 150 kg. Já no Campeonato Mundial de halterofilismo de 2023, D'Andrea conquistou a medalha de ouro na categoria até 79 kg, ao levantar 151 kg em seu terceiro movimento. Ela se tornou a recordista mundial da categoria, além de esta ter sido a primeira medalha de ouro do Brasil em um Mundial de halterofilismo.
Nos Jogos Paralímpicos de Verão de 2024, em Paris, França, tornou-se bicampeã mundial, ao conquistar a medalha de ouro na categoria até 73 kg, ao levantar 148 kg, conquistando o recorde paralímpico.

## Principais conquistas
- Campeonato Mundial de Halterofilismo de 2019: disputa por equipe – prata[1]
- Jogos Parapan-Americanos de 2019: feminino 61 kg & 67 kg – ouro[1]
- Jogos Paralímpicos de Verão de 2020: categoria até 73 kg – ouro[1][11]
- Copa do Mundo de Dubai 2022: categoria até 73 kg – ouro[1]
- Campeonato Mundial de Halterofilismo de 2023: categoria até 79 kg – ouro[1]
- Jogos Paralímpicos de Verão de Paris 2024: categoria até 73 kg - ouro [19]